# Conversations impudiques
 (avril 2021).
Si vous disposez d'ouvrages ou d'articles de référence ou si vous connaissez des sites web de qualité traitant du thème abordé ici, merci de compléter l'article en donnant les références utiles à sa vérifiabilité et en les liant à la section « Notes et références ».
Conversations impudiques est un livre d'entretiens entre Madeleine Chapsal et Édouard Servan-Schreiber sur le plaisir sexuel, paru en 2002.
Édouard confie à la romancière, qui n'est autre que la première femme de son père, Jean-Jacques Servan-Schreiber, ce qu’il a appris sur sa propre sexualité après un stage d’initiation au plaisir réservés aux hommes. Il y a appris entre autres l'art de la masturbation, les orgasmes multiples et sans éjaculation. Faisant suite à cette expérience, Édouard évoque tout au long du livre la plupart de ses expériences sexuelles en tentant de les analyser. Il fait une grande part aux techniques sexuelles par rapport aux sentiments et au couple.
De par son format, ce livre met en avant l'évolution de la sexualité entre deux générations. Il se différencie d’autres livres comme La Vie sexuelle de Catherine M. par le fait que, techniques à part, la vie sexuelle des protagonistes n’est pas extraordinaire. L'« impudeur » vient de la mise à nu de deux personnes et des découvertes qui en découle.